# Saab MFI-13

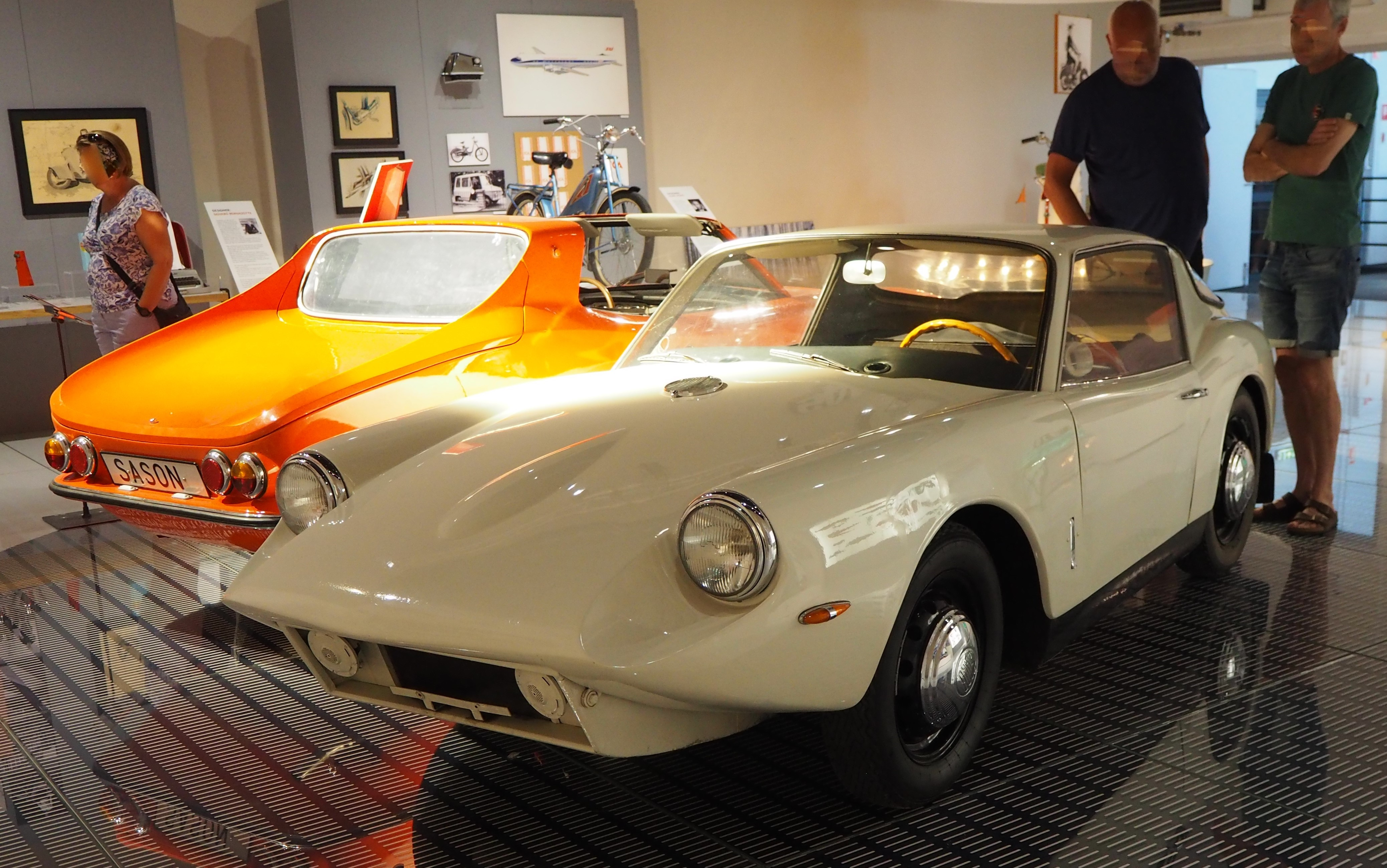
Saab MFI-13 på Saab Car Museum.

Saab MFI 13 var en prototyp som byggdes i februari 1965 för SAAB 97, senare känd som Sonett II. Den byggdes av Malmö Flygindustri (Mfi) eftersom de hade tidigare erfarenhet av tillverkning av glasfiberföremål. Karossen på prototypen byggdes dock i stålplåt. En andra prototyp, Saab Catherina, designades av Sixten Sason och levererades en månad senare av ASJ (Aktiebolaget Svenska Järnvägsverkstäderna) i Katrineholm. Båda prototyperna togs till Trollhättan för utvärdering och MFI:s bil ansågs vara den mest lämpade för vidare utveckling. Båda bilarna drevs av samma typ av tvåtaktsmotor som i Saab Sport, och som gav 60 hästkrafter (45 kW) och bilen en topphastighet om 160 km/h.
Till våren 1966 hade Projekt 97 kommit tillräckligt långt för att en förserie med 24 bilar kunde byggas i Arlöv. När serietillverkningen startades i slutet av året hade många detaljer ändrats, till exempel bromsar, ventilation, grill och parkeringsljus.